# Valerija Solov'ëva
Valerija Aleksandrovna Solov'ëva (in russo Валерия Александровна Соловьёва?; Saratov, 3 novembre 1992) è un'ex tennista russa.

## Carriera
Dopo una discreta carriera da juniores, è approdata al professionismo riuscendo nel 2013 a conquistare come singolarista la 163ª posizione nel ranking mondiale. In doppio si è aggiudicata due titoli.
In Fed Cup ha giocato due incontri con la squadra russa, riportando una vittoria e una sconfitta.

## Statistiche

### Doppio

#### Vittorie (2)
| Legenda               |
| --------------------- |
| Grande Slam (0)       |
| Ori Olimpici (0)      |
| WTA Finals (0)        |
| Premier Mandatory (0) |
| Premier 5 (0)         |
| Premier (0)           |
| International (2)     |
| WTA 125s (0)          |

| N. | Data           | Torneo                                  | Superficie  | Compagna           | Avversarie in finale              | Punteggio           |
| 1. | 28 luglio 2012 | Baku Cup, Baku                          | Cemento     | Iryna Burjačok     | Eva Birnerová Alberta Brianti     | 6-3, 6-2            |
| 2. | 15 giugno 2013 | Nürnberger Versicherungscup, Norimberga | Terra rossa | Ioana Raluca Olaru | Anna-Lena Grönefeld Květa Peschke | 2-6, 7-6(3), [11-9] |

#### Sconfitte (3)
| Legenda               |
| --------------------- |
| Grande Slam (0)       |
| Argenti Olimpici (0)  |
| WTA Finals (0)        |
| Premier Mandatory (0) |
| Premier 5 (0)         |
| Premier (0)           |
| International (3)     |
| WTA 125s (0)          |

| N. | Data           | Torneo                              | Superficie      | Compagna           | Avversarie in finale                            | Punteggio |
| 1. | 5 gennaio 2013 | Shenzhen Open, Shenzhen             | Cemento         | Iryna Burjačok     | Chan Hao-ching Chan Yung-jan                    | 0-6, 5-7  |
| 2. | 14 aprile 2013 | BNP Paribas Katowice Open, Katowice | Terra rossa (i) | Ioana Raluca Olaru | Lara Arruabarrena Vecino Lourdes Domínguez Lino | 4-6, 5-7  |
| 3. | 3 maggio 2014  | Portugal Open, Oeiras               | Terra rossa     | Eva Hrdinová       | Cara Black Sania Mirza                          | 4-6, 3-6  |

## Grand Slam Junior

### Doppio

#### Vittorie (1)
| Tornei del Grande Slam  |
| ----------------------- |
| Australian Open (0)     |
| Open di Francia (0)     |
| Torneo di Wimbledon (0) |
| US Open (1)             |

| N. | Data              | Torneo            | Superficie | Compagna         | Avversarie in finale                 | Punteggio        |
| 1. | 12 settembre 2009 | US Open, New York | Cemento    | Maryna Zanevs'ka | Elena Bogdan Noppawan Lertcheewakarn | 1-6, 6-3, [10-7] |